# Joaquín Ruiz Jiménez
Joaquín Ruiz Jiménez, né le 12 septembre 1854 à Jaén et mort le 16 juin 1934 à Madrid, est un avocat et homme politique espagnol.

## Biographie
Affilié au Parti libéral, il entame sa carrière politique en tant que député de Jaén aux élections de 1881. Il est ensuite successivement député de Guadalajara en 1898, de Madrid lors des trois législatures suivantes, puis à nouveau de Jaén trois fois consécutivement (1905, 1907 et  1910), avant d'être nommé sénateur à vie en 1911.
Ministre de l'Instruction publique et des Beaux Arts entre le 13 juin et le 27 octobre 1913, il tient également le portefeuille de l'Intérieur entre le 30 avril et le 2 mai 1917. Il est également gouverneur de Madrid en 1905, président du Conseil d'État et maire de Madrid à quatre reprises (1912-1913, 1915-1916, 1922-1923 y 1931).
Il est le père de Joaquín Ruiz-Giménez Cortés (1913-2009), défenseur du peuple et lui aussi ministre de l’Éducation.